# 羽田空港乳児殺害事件
羽田空港乳児殺害事件（はねだくうこうにゅうじさつがいじけん）は日本で起きた殺害遺棄事件。

## 概要
事件発生当時には芦屋大学4年生で就活中の女性が、出産した実子をその場で殺害して遺棄したという事件。

### 事件の発生
2019年11月3日に事件を起こすこととなる芦屋大学に通う大学生の女性は、神戸の実家から就職活動の面接を受けるために東京に向かっていた。飛行機で東京に向かっていたのだが、その時に機内で産気づく。羽田空港に到着すると多目的トイレに駆け込み、そこで実子を出産した。出産すると、その場で実子の口にトイレットペーパーを詰めるなどをして殺害した。出産してから殺害するまでの時間は43分間であった。それから殺害した遺体を紙袋に入れてイタリア公園まで運んで土の中に埋めて遺棄した。11月7日午前中、公園で遊んでいた保育園児が土の中から遺体の一部が出ているのを見つけ、事件が発覚した。

### 事件の捜査
2019年11月7日に事件が発覚してから、逮捕まで約1年間にわたる捜査が行われる。
この事件で行われた捜査は防犯カメラの映像を近くのタワーマンションも含めた犯行時間帯に公園を出入りしていた3万人をチェックするという大掛かりなものであった。そこで紙袋を持って何度も出入りする犯人が映っていた。それからカメラのリレー操作で犯人の足取りを追い、身元を特定して逮捕されることとなった。2020年11月1日に警視庁は女児の遺体を東京都港区の公園に埋めていたとして、死体遺棄容疑で逮捕した。11月11日に警視庁は殺人容疑で再逮捕した。この時点での犯人は調べに対して、資金面に余裕が無く、赤ちゃんがいると就職活動に影響が出ると思ったことから殺害して遺棄したと供述した。
出産直後には救急車を呼ぶことも考えていたが、冷静な判断ができずにするべきことの優先順位を理解できていなかった。乳児の遺体を紙袋に入れてトイレを出ると無意識に空港内のカフェに入り、アップルパイとチョコレートスムージーを注文し、写真をとって「頑張っている自分へのご褒美」というコメントをつけInstagramにアップした。それから宿泊予定のホテルにチェックインして、スマートフォンで近くの公園を検索して見つけた公園に向かう。その公園で遺体を土の中に埋めた後でようやく自らが犯したことの重大さに思い至っていた。

### 犯人の分析
この事件の犯人は芦屋大学に入学してまもなく風俗店での仕事を始めて、高額な報酬で奔放に暮らしていた。稼ぎは月に10万円から30万円ほどで、友達とジャニーズの追っかけをしたり、高額な整形手術などに使っていた。風俗店の仕事は事件の3ヶ月前である2019年8月に辞めている。この犯人が妊娠していたのは風俗店の客とのことであり、相手の名前も知らないということであった。犯人の母親は妊娠を疑って妊娠検査薬を購入して検査させたところ、妊娠していないと嘘をついていた。それから母親に促されて産婦人科を受診したところ、医師からは中絶が可能である時期を過ぎているという事実を知らされたものの、母親にしらを切り続けていた。出産して遺棄してから帰宅したときには、用をたしたらおなかがへっこんだと伝えていた。母親に妊娠を打ち明けられなかった理由は、風俗店の仕事について言いたくなかったからであった。だが母親は風俗店の仕事をしていたということは知っていた。母親に知られたくなかったことはセクシャルマイノリティの悩みであった。風俗の話をするならば、なぜ風俗の仕事を始めたかを話すことになるからであった。犯人は無性愛というものであり、経験を多くすることで良さがわかるのではないのかと思い風俗店で働くことにしていた。

### 裁判
2021年9月24日に東京地方裁判所でこの事件の裁判が下されて、犯人には懲役5年の実刑判決が言い渡された。判決では自らの将来の障害となる女児を無かったものにするために犯行に及び、突発的であったものの強い殺意に基づくむごたらしい犯行であったとされた。
犯人の弁護士は公判で、犯人は知的障害ではないものの知的能力がやや低い境界知能が事件に背景にあるということが説明していた。さらに親に叱責されて育った家庭環境も考慮するべきだと訴えられていた。境界知能とは知能指数が70以上85未満とされており、知的障害とは知能指数が70未満であった。公判前の検査では犯人の知能指数は74で境界知能であると判断されていた。被告人質問では犯人は小学校の頃から授業に付いて行けず、就職活動で企業に提出するエントリーシートは空欄が目立っていたということが明らかとなった。犯人の弁護士は、犯人には相談できる人がいれば事件は起きなかったと主張した。だが判決では知的能力は低いが正常範囲内で大きな問題ではなく、母親の叱責も妊娠を相談するのには支障は無かったと判断された。
2022年6月3日、東京高裁は、懲役5年となった1審の東京地裁判決を支持し、弁護側の控訴を棄却した。